# Apopi
Apopi byl hyksóským faraonem 15. dynastie, který vládl ve starověkém Egyptě v období Druhé přechodné doby. Apopi vládl pouze v Dolním Egyptě, který byl ovládán cizím národem – Hyksósy. Podle Turínského královského papyru vládl severnímu Egyptu po dobu čtyřiceti let. Období jeho vlády je datováno do první poloviny 16. století před naším letopočtem. Apopi pravděpodobně zemřel kolem roku 1550 př. n. l., přibližně ve stejnou dobu jako thébský vládce Kamose.

## Trůnní jména

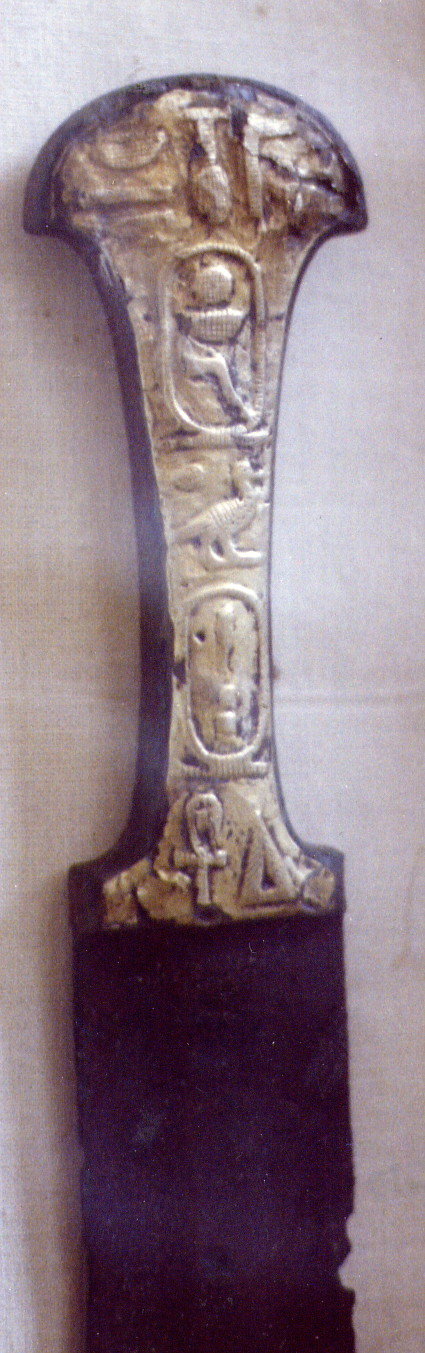
Dýka s Apopiho trůnním jménem Nebchepešre

Během své vlády používal Apopi postupně tři různá trůnní jména – Nebchepešre, Aachenenre a Aauserre. Někteří egyptologové se domnívají, že se jednalo o dva různé faraony, kteří se jmenovali Aauserre Apopi a Aachenenre Apopi. Většina odborníků však zastává názor, že Apopiho nástupcem se stal Chamudi a že král se jménem Apopi byl pouze jeden. První trůnní jméno Nebchepešre („Re je pánem síly“) používal král po dobu první poloviny své vlády. Poté hyksóský vládce přijal nové jméno Aachenenre („Reova síla je velká“). Přibližně v posledním desetiletí své vlády používal Apopi jméno Aauserre, které má v překladu stejný význam jako jeho předchozí trůnní jméno Aachenenre. Jeho Horovo jméno Šetep-tawy bylo objeveno pouze na dvou objektech (pokaždé s trůnním jménem Aachenenre). Prvním z nich byl obětní stůl a v druhém případě se jednalo o kameny nalezené v Bubastisu.

## Vláda
Apopi si ve většině případů své monumenty nestavěl, ale přivlastňoval. Příkladem jsou dvě sfingy faraona 12. dynastie Amenemheta II., na kterých nechal původní jména nahradit svými. Po smrti svého předchůdce Chaiana se pravděpodobně zmocnil trůnu severního Egypta, přestože Chaian ustanovil za svého nástupce svého syna Iannase. Apopiho nástupcem se stal Chamudi, poslední hyksóský vládce, jehož ve válce porazil thébský král Ahmose I., který následně vyhnal Hyksósy z Dolního Egypta a znovu sjednotil celou zemi.
Mezi egyptology neexistuje jednotný názor na to, zda Apopi vládl i Hornímu Egyptu. Důvodem pro tyto spekulace je několik nalezených předmětů, které nesou královo jméno a pravděpodobně pocházejí z Théb a Horního Egypta. Mezi těmito předměty je dýka s Apopiho jménem, sekera neznámého původu, na které je král označován jako „milovaný Sobekem, pánem Sumenu“ (Sumenu se nachází 24 km jižně od Théb). V jedné thébské hrobce byly rovněž nalezeny fragmenty kamenné vázy. U těchto předmětů však lze říci, že se do Horního Egypta dostaly v rámci obchodu. Více problematické je to s blokem kamene, který byl nalezen v Gebeleinu a nesl královo jméno. Tento blok může být brán jako důkaz, že Hyksósové v Horním Egyptě skutečně monumenty stavěli. Nicméně kámen není velký a mnoho odborníků se domnívá, že mohl být do Gebeleinu dopraven po vyplenění hyksóského hlavního města Avaridy. Podle nich se tedy nejedná o žádný důkaz, který by dokládal hyksóskou vládu v Horním Egyptě.

## Rodina
O jeho rodině toho není příliš známo. Ví se, že měl dvě sestry – Tani a Ziwat. Zmínka o Tani byla objevena na dveřích svatyně v Avaridě a na podstavci obětního stolu. Jméno druhé sestry bylo objeveno na misce nalezené ve Španělsku. Apopi měl pravděpodobně stejnojmenného syna, jehož jméno bylo nalezeno na pečeti. Dále měl dceru jménem Herit, jejíž váza byla objevena v Údolí králů, v hrobce, která mohla patřit Amenhotepovi I., vládci z 18. dynastie. Tento nález může naznačovat, že se za tohoto krále vdala, přesto je však pravděpodobnější varianta, že se jednalo pouze o předmět dovezený jako kořist z vypleněné Avaridy.